# كوبا ليبرتادوريس 1987
كأس ليبرتادوريس 1987 (بالإنجليزية: 1987 Copa Libertadores)‏ هو موسم من كأس ليبرتادوريس. أقيم خلال الفترة 6 مارس 1987 وحتى 31 أكتوبر 1987، وبمشاركة 21 فريقاً، وفاز فيه بنيارول في المباراة النهائية على فريق أمريكا دي كال.

## النهائي
وصل النهائي نادي بينارول الأوروغوياني وأميركا دي كالي الكولومبي . أقيمت مباراة الذهاب يوم 21 أكتوبر على ملعب أوليمبيكو باسكوال غيريرو في كالي ، بينما أقيمت مباراة الإياب يوم 28 أكتوبر على ملعب سينتيناريو في مونتيفيديو . مع فوز كلا الفريقين في مباراة واحدة ، كان لا بد من لعب مباراة فاصلة في ملعب ناسيونال في سانتياغو ، تشيلي . توج بينارول بطلاً هناك بعد فوزه على أمريكا 1-0 في نهاية الوقت الإضافي ،  محققًا فوزه الخامس بكأس ليبرتادوريس. 